# Geunyeoneun geojinmar-eul neomu saranghae
Geunyeoneun geojinmar-eul neomu saranghae (그녀는 거짓말을 너무 사랑해?; lett. "Quella ragazza ama troppo le bugie"), anche nota con il titolo internazionale The Liar and His Lover, è una serie televisiva sudcoreana trasmessa su tvN dal 20 marzo al 9 maggio 2017, tratta dal manga del 2009 Bugie d'amore di Kotomi Aoki.

## Trama
Kang Han-gyul, compositore geniale che lavora segretamente sotto pseudonimo, conosce Yoon So-rim, una giovane e talentuosa cantante che lo attrae con l'onestà e le doti canore. Quando So-rim inizia la sua carriera nell'industria musicale, però, comincia a scoprire le bugie di Han-gyul.

## Personaggi e interpreti
- Kang Han-gyul/K, interpretato da Lee Hyun-woo
- Yoon So-rim, interpretata da Joy
- Choi Jin-hyuk, interpretato da Lee Jung-jin
- Seo Chan-young, interpretato da Lee Seo-won
- Chae Yoo-na, interpretato da Hong Seo-young

## Riconoscimenti
- CJ E&M America Award
  - 2017 – Miglior drama tvN[5]
- OSEN Cable TV Award
  - 2017 – Miglior emergente a Joy[6]